# 瑪利歐＆路易吉RPG 兄弟齊航！
《瑪利歐＆路易吉RPG 兄弟齊航！》是一款由Acquire開發，任天堂發行於任天堂Switch的角色扮演遊戲，2024年11月7日發售。本作距離系列上一款新作《瑪利歐與路易吉RPG 紙片瑪利歐MIX》相隔約九年，也是首款任天堂Switch的瑪利歐＆路易吉RPG系列作品。本作同時是首款不是由AlphaDream開發、系列首款完全具有3D遊戲玩法和家用遊戲機作品。

## 開發
AlphaDream於2019年10月1日破產倒閉後，任天堂於2020年1月為《瑪利歐＆路易吉RPG》申請了新商標。本作於2024年6月18日的任天堂直面會上公佈後，任天堂指出該系列的一些原AlphaDream開發人員參與開發，並確認由KADOKAWA（角川集團）旗下電子遊戲開發商Acquire接手其遊戲開發，該公司成立以來曾與史克威尔艾尼克斯合作開發，當初由任天堂負責在日本以外發行的《歧路旅人》，而本作是首次與任天堂合作開發。

## 反響
本作在Metacritic獲得「普遍好評」的評論，而在OpenCritic獲得68%的推薦率。
截止至2025年5月8日，《瑪利歐＆路易吉RPG 兄弟齊航！》銷量為197萬。

## 註解
1. ↑  該公司曾經是系列的主要開發商
2. ↑  儘管任天堂Switch是一款家用及掌上兼顧的混合型遊戲機，但任天堂將其稱為“可攜式家用遊戲機”

## 外部連結
- 官方网站：繁體中文（台灣）、繁體中文（香港）、日本